# Katrin Rutschow-Stomporowski
Katrin Rutschow-Stomporowski (n. 2 aprilie 1975, Waren, Republica Democrată Germană, Germania) este o canotoare ce a reprezentat Germania, medaliată olimpică. A participat la 3 ediții ale Jocurilor Olimpice (1996, 2000, 2004) în care a câștigat o medalie de aur.